# ルドルフ (ポンティユー伯)
ルドルフ（ドイツ語：Rudolf, ? - 866年）は、アルトドルフ伯ヴェルフ1世の息子。ローマ皇帝ルートヴィヒ1世の2番目の妃ユーディトの兄弟にあたる。ポンティユー伯（在位：845年 - 866年）、トロワ伯（在位：856年 - 866年）およびサンス伯（在位：864年 - 866年）。

## 生涯
姉妹ユーディトの力により、ルドルフはサン＝リキエおよびジュミエージュの在俗修道院長の地位を得た。
830年4月、フランク貴族は皇帝ルートヴィヒ1世を妃ユーディトの影響から「解放」するために皇帝に対し反乱を起こした。ルートヴィヒ1世は軟禁され、ユーディトとその兄弟であるルドルフおよびオセール伯コンラート1世はアクィタニアの修道院に投獄された。2人の兄弟は後に甥のシャルル2世が王位に就いたときに解放された。

## 結婚と子女
ルドルフはロデュナ（867年没）と結婚し、以下の子女をもうけた。
- コンラート（882年没） - パリ伯、サンス伯
- ヴェルフ（881年没） - サント＝コロンブ・ド・サンス修道院長、ポンティユー伯
- フーゴ - サン＝ソルヴ修道院の司祭
- ルドルフ - ラエティア辺境伯